# Hongqiao Lu
Hongqiao Lu (chiń. 虹桥路站) – stacja początkowa metra w Szanghaju, na linii 3, 4 i 10. Zlokalizowana jest pomiędzy stacjami Yan’an Xi Lu, Yishan Lu, Jiaotong Daxue i Songyuan Lu. Została otwarta 26 grudnia 2000.